# File server
In informatica, un file server (o fileserver) è un server centrale che permette ai client connessi in una rete di computer di accedere a dei file informatici archiviati su disco (come testi, immagini, suoni, video). Il sistema comprende sia il software che l'hardware necessario per implementare il server. I file sono accessibili in base a regole o autorizzazioni generalmente assegnate dal gestore di rete.
Il termine server evidenzia il ruolo della macchina nel tradizionale sistema client-server, dove i client sono le stazioni di lavoro che utilizzano lo spazio di archiviazione. Un file server normalmente non esegue compiti di calcolo o esegue programmi per conto delle sue stazioni di lavoro client. 
Tale macchina può essere un computer o un Network Attached Storage (NAS), cioè un apparecchio specificatamente studiato e costruito allo scopo.
Per estensione il termine si riferisce anche al programma di tale macchina che si occupa di rendere disponibili i dati.